# Tramway de La Réunion
Le tramway de l'île de La Réunion, ou Réseau régional de transport guidé, est un projet de tramway qui doit relier dans un premier temps Sainte-Marie et Saint-Denis en desservant l'aéroport Gillot.
Aussi appelé « Écorail », ce projet lancé en 2018 consiste en la création d'une ligne assurée avec des rames de tramway classiques, avec l'objectif de voir le premier tronçon mis en service en 2022 ou 2024.
Ce projet succède à celui de tram-train abandonné mi-2010, qui devait relier dans un premier temps l'aéroport Gillot, Saint Denis, Le Port et Saint-Paul. Plus proche d'un train que d'un tramway, le véhicule devait comporter une seule rame longue de quarante mètres, pouvant transporter jusqu'à 250 passagers. Didier Robert, président du conseil régional de La Réunion, a acté l'abandon de ce tram-train en 2010. Les fonds publics destinés à sa mise en œuvre ont été transférés, via un protocole signé à Matignon, vers la Nouvelle route du Littoral.

## Le projet de tram-train abandonné

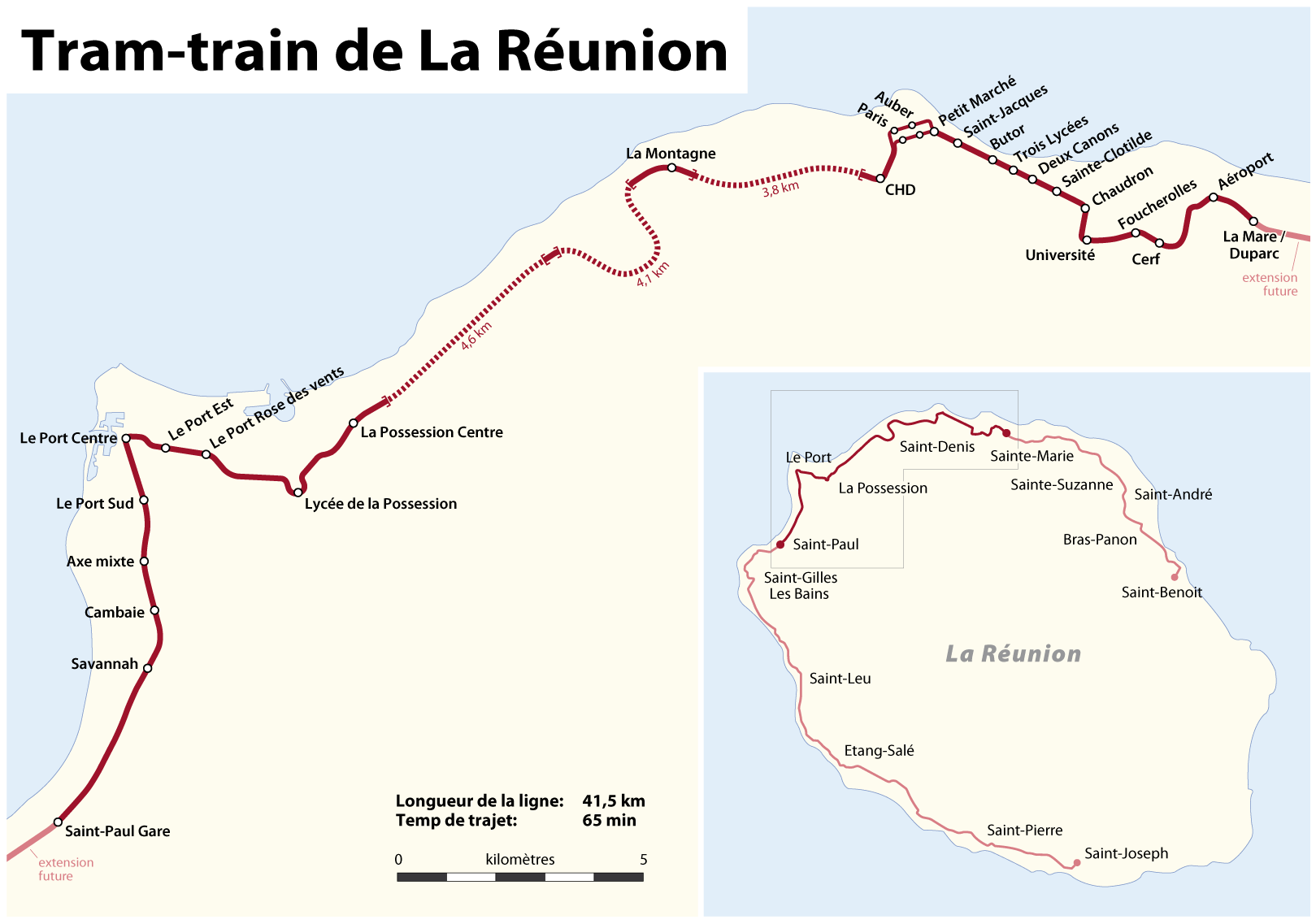
Le tracé prévu du projet de tram-train abandonné.

### L'ancien planning des travaux
La mise en service de ce qui aurait constitué le premier moyen de transport ferroviaire régulier disponible dans l'île depuis la fermeture du premier chemin de fer de la Réunion en 1976, était programmé pour 2012. Le véhicule aurait emprunté alors un premier tronçon de 38 kilomètres entre l'aéroport de Gillot au nord et le centre-ville de Saint-Paul dans l'ouest. Au départ du territoire communal de Sainte-Marie, il aurait traversé d'abord le centre-ville de Saint-Denis puis le quartier de La Montagne, la commune de La Possession avant d'effectuer une petite déviation dans le centre-ville du Port. Il aurait atteint son autre terminus en traversant Cambaie, une zone en cours d'urbanisation qui accueillait autrefois une antenne du système de navigation Oméga.
L'extension de la ligne au-delà de Saint-Gilles aurait dû suivre rapidement. Cette opération aurait finalement été complétée par une nouvelle extension bien plus importante le long de la côte occidentale jusqu'à Saint-Pierre en passant par exemple par Saint-Louis. L'autre bout de la ligne prolongé d'une plus petite extension jusqu'à Sainte-Suzanne dans le même temps.

### Les options débattues
Il est décidé début 2006 du parcours qu'empruntera le véhicule dans le centre-ville de Saint-Denis, les deux options jusqu'ici retenues étant d'une part une voie longeant la côte et d'autre part un tracé suivant le nouveau Boulevard Sud, officiellement le boulevard Jean-Jaurès.
La façon selon laquelle sera traversé le lieu-dit La Montagne sera quant à elle déterminée à la fin du premier trimestre de la même année. Il s'agit de trancher entre un tunnel long de onze kilomètres ne comportant qu'un passage à l'air libre sur un ouvrage d'art au niveau de La Grande Chaloupe ou plutôt un tracé aérien qui permettrait la valorisation de vastes terrains naturels stratégiques pour le développement de l'île.
L'année 2006 verra en outre l'élaboration du cahier des charges. L'année suivante sera celle de la consultation des entreprises. Un premier marché attribué à Thales fait aujourd'hui l'objet d'une enquête internationale qui a été évoquée à plusieurs reprises dans la presse nationale fin 2005.
Le tracé a fait l'objet d'une première remise en cause en mars 2007 du fait de la protection de l'environnement,  puis d'une seconde en janvier 2008, la commission d'enquête publique émettant cette fois un avis défavorable au sujet de la portion entre La Montagne et La Possession, les enquêteurs regrettant la desserte de La Grande Chaloupe et l'absence de liaison avec la nouvelle route du Littoral.

### Le financement public-privé
Le financement public-privé sera discuté en assemblée plénière de la Région dès que la santé de son président Paul Vergès le permettra.
La SR 21 (société d'économie mixte dirigée par Pierre Vergès, le fils du président du conseil régional), qui s'occupe du tram-train, a décidé de son mode de financement : elle a opté pour un partenariat public-privé.
Le 14 août 2009, la Région décide de confier la réalisation du tram-train au groupement Tram’Tiss, emmené par les géants mondiaux Bouygues, Bombardier et Véolia.
En novembre 2009, le gouvernement oppose une fin de non-recevoir à la demande de la Région d’une rallonge de 80 millions d’euros pour boucler le financement du tram-train.
Le 25 novembre 2009, une manifestation en soutien au projet a lieu à Saint-Denis devant la préfecture.
À la suite du changement de majorité au conseil régional après les élections de 2010, le nouveau conseil régional décide d'abandonner le projet et de redéployer les crédits accordé par le gouvernement (435 Million d'euros) pour le renforcement de la route du littoral. Le consortium Tram’Tiss qui avait remporté le contrat réagit dans une lettre adressée au président de la collectivité le 2 avril 2010 : « Le contrat de partenariat liant notre société à la Région pour 45 ans a été conclu le 2 décembre 2009 et il est exécutoire. »,.
La nouvelle majorité lance à la place le Trans Éco Express, un projet d'infrastructures de bus à haut niveau de service.

## Renaissance du projet, sous une forme différente
En août 2018, la région vote la création d'un nouveau tramway baptisé « Écorail » entre Saint-Denis et Sainte-Marie, premier tronçon du « Réseau régional de transport guidé » (RRTG). Cette nouvelle ligne de 9,1 km de long empruntant le boulevard Jean-Jaurès et reliant deux pôles d’échange multimodaux (PEM) : l’un à Bertin (Saint-Denis), l’autre à Duparc (Sainte-Marie), desservira 10 stations en vingt minutes. Il coûtera environ 300 millions d'euros et verra ses travaux débuter en 2020 pour une mise en service en 2022 ou 2024.

### Stations
Les noms des dix stations retenues en mars 2019 sont :
- Bertin
- La Source
- Camélias
- Cœur Vert
- Finette
- Université
- Fougerolles
- Technor
- Aéroport
- Duparc

### Développements futurs
À terme, le RRTG comptera trois autres tronçons, qui suivront à peu près l'ancien chemin de fer de La Réunion :
- un reliant Saint-Benoît à Sainte-Marie ;
- une ligne le long de la nationale 1 reliant la nouvelle route du littoral à la gare routière de Saint-Paul ;
- une ligne reliant l'Étang-Salé à Saint-Joseph en passant par Pierrefonds.